# Tipula (Vestiplex) hirticeps
Tipula (Vestiplex) hirticeps is een tweevleugelige uit de familie langpootmuggen (Tipulidae). De soort komt voor in het Palearctisch gebied.